# Tバック

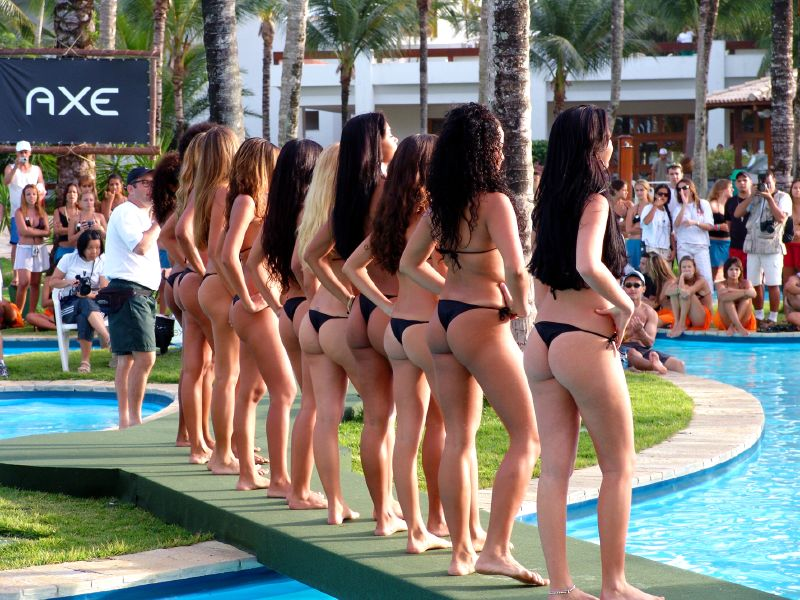
Tバック（G-string）水着の背面

Tバック（ティーバック、T-back）、Gストリング（ジーストリング、G-string）とは、臀部（尻）を露出した水着や下着（下穿き）の一種。
「Tバック」という語は和製英語である。世界ではソング（thong）、タンガ（tanga）に分類されているが、日本ではこれらの下着の総称として用いられる。

## 概要
由来はバックスタイルがT字型でカットされたデザインになっており、外形がアルファベットのTの字に見える事から、Tバックと名付けられた。
なお、競泳水着の背中部分がT字になっている物をTバックと呼ぶ場合もあるが、本項では下着や水着のボトム形状を指し示す。日本では、フロントがV字型にカットされてバックとサイドが細いひも状にデザインされた、和製英語でいうところのTバックの一種を指す。俗に「ひもパン」とも呼称される。一般的に生地が薄く肌に密着した下着であるため、ボトムスの下に穿いてもショーツラインが浮き出にくい。
セクシー下着かつ女性用と誤解される事があるが、機能的な面が多く男性用の物も流通している。諸外国におけるGストリングは、フロントがV字型でバックの布地が極端に少ないものを指す。なお、バックが尻（臀部）の上半分を覆っているものはチーキー（cheeky）と呼ばれる。
ボトム類の総称であるソングやタンガの同義語としてしばしば用いられる。後述の普及についての記載であるように、男性用下着のふんどしも広義のTバックとして扱う場合がある。

## 詳細
フロントは普通のハイレグタイプの形になっている。しかし、バックは極端に細い布か紐となっているのが特徴で、ボトムをカバーできず露出した状態で着用する。この食い込みによる独特のはき心地や、ボトムが露出されることでヒップラインを美しく見せることができる所がメリットである。なお、尻間に食い込ませる部分が紐のものを特に「Gストリング」と呼ぶ場合もある。
英語に於けるTバック或いはストリングバック（英: T-back, string back）は、フロントが普通のビキニであるのは、日本と同じだが、バックに当て布がなく、結び紐でT字を描くものに限られる。総称としては、欧米ではソング（英: thong）やタンガ（西: tanga）、Gストリングまたはトライアングルバック（G-string, triangle back）・VストリングまたはVバック（V-string, V-back、バック中央に紐で小さな逆三角を描くもの）・チーキー（cheeky、バックの下半分だけが露出したもの）・CストリングまたはCバック（C-string, C-back 、紐が一切ないもの）などはその下位区分となる。評論家ウィリアム・サファイアは言語学者のロバート・ヘンドリクソンの意見を引用し、Gは脚の付け根を意味し、かつてはタブー扱いされた言語だったことに言及した。また、Gストリングはしばしばソングと混用される。
ルーツはアフリカ、サハラ地方やブラジルなど諸説あるが、確証がなく、不明である。ブラジル人にとってTバックは、リオの海岸で女性が使用したり、世界的に有名なリオのカーニバルをはじめ、サンバのダンサーはTバック衣装を着用したりする身近な衣類である。
20世紀前半からストリップやダンサーなどは身に付けていたが、一般には1970年代、南アメリカ、特にブラジルで水着から大流行が始まった。欧米では1990年代から人気を得ており、特に北欧や東欧諸国では、大衆に受けいれられ、一般の女性も使用することがある。
日本では『週刊現代』でTバックを初めて紹介し、その後も度々紹介した事があり、2011年には「日本Tバック史」が企画された。
Tバックはバックの生地の面積が小さいため、尻の二つの山の間を布が通り、ボトムの丸みが美しく出る効果、そしてスカートやズボンなどを穿く時にショーツラインやブリーフラインがアウターに響かない、皮膚を覆う面積が少ないため蒸れにくい、皮膚が弱い人の場合は、太ももの付け根内側の布ずれによる炎症を防ぐことができる（男性の場合トランクスを選択する方法も選択肢になるが、トランクスは股間部の保持が無い）という4つの実用的な機能を持っている。
この様に、実用性に富む下着が多くある一方で、臀部（尻）が露出されるためセックスアピールに富むファッションでもあり、女性の場合、ヨーロッパや北アメリカ、南アメリカを中心に、若者やハリウッド俳優を中心に使用されている。男性のハリウッド俳優においてもトム・クルーズがアクション撮影時に着用していることが報じられている。
さらには、ローライズパンツを穿いた時にあえてウエスト部分から下着（Tバック）をはみ出させて見せパンとしてファッションの一部にしたり、露出度が高いためセクシーランジェリーとして愛用している人も多くいる。女性用では、エアロビクスのアンダーショーツや水着のアンダーショーツとしてもTバックが用いられている。これは、水着やレオタードに下着の輪郭が浮き上がる事を防ぐためである。
Tバック水着について言えば、ブラジルをはじめ、欧米、東ヨーロッパの海岸では、Tバック水着に対して寛容であり、ボトムを出したTバックを着用する人が見られる。2020年代から日本でもTバック水着の人気が高まり、海や川などで一般的になって来ている。また、男性のTバックやブリーフ型水着もちらほら見受けられる。女性用のTバック水着は、普通のTの形をしたものの他、Tの形の前後に飾りを入れたり、フロント状にするために薄い布を飾ったりするタイプも数多くある。

## 日本におけるTバック水着
日本の敗戦後、明治神宮外苑のプールでは占領軍がプールを接収し、フンドシなどという野蛮なものを使用するからという理由で日本人を締め出した。ただ、現在はTバック水着は一般的にプールにて着用可能。また、海水浴場や川ではTバック水着を着用して日光浴したり遊泳することはもはや一般的と言えるまでになった。

## 普及状況
- 女性
  - 2002年に、大手製薬会社が実施した消費者アンケートでは、16 - 39歳の女性でTバックショーツを37%の人が所有しており、そのうち月1回以上使用している人が半数近くいるという結果が出ている[5]。
  - サンケイリビング新聞社が、2010年2月にシティリビングホームページ 「Citywave」メール会員に対して実施したWEBアンケート（集計数415人、平均年齢33.0歳）では、Tバックショーツを持っている人は全体で42.4％、30 - 34歳は51.2％と過半数が所有している。また、所有者全体の平均枚数は4.5枚であり、年代別では20代が最も多く5.6枚という結果となっている[6]。
- 男性
  - 2008年に、ワコールと聖心女子大学が首都圏在住15 - 64歳男性1030人に実施した調査によると、男性のTバックの着用率は2.2%であり、かつて着用していた者は8%という結果が出ていることから概ね10%程度が着用経験者である。着用者率は年代別で40代が最も多く4.4%となっている[7][8]。
  - 2016年に、『CanCam』がTwitterにて行ったアンケート調査を基にした記事によると、男性の14%がTバック（ふんどしを含む）派と回答している[9]。

## 男性用のTバック
- 昔日本では男性が六尺褌を着用し、臀部（尻）を露出して泳ぐ事も珍しくなかった。学習院では、赤いふんどしで水泳をさせたりもしていた。
- 筋肉を圧迫しない事による動きやすさや、陸上や水泳などのスポーツ用下着として、機能性がスポーツ競技者を中心に注目されたことがある。昔から、バレエダンサーやフィギュアスケート選手などは、脚を長く見せるために、ダンスベルトというTバックショーツを着用していることがある。スポーツ用サポーターとしても開発され、ジョックストラップの後ろをTバックにしたものが有る。水泳用サポーターとしても、Tバック愛用者がいる。
- B.V.Dやワコール等の大手メーカーでも製造されているが、量販店での取り扱いが少ない状況である。以前はビキニブリーフ等と共に量販店でも扱いがあったが、ボクサーブリーフの普及に伴うビキニブリーフの取り扱い縮小と共に数を減らしている。量販店ではしまむらがプライベートブランドにて男性用Tバックを販売している。

## ギャラリー

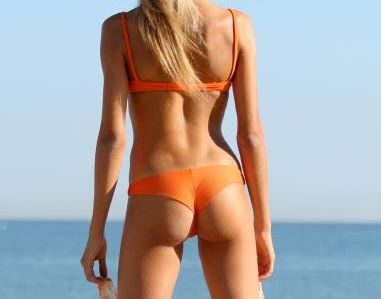
ソングを穿いた女性
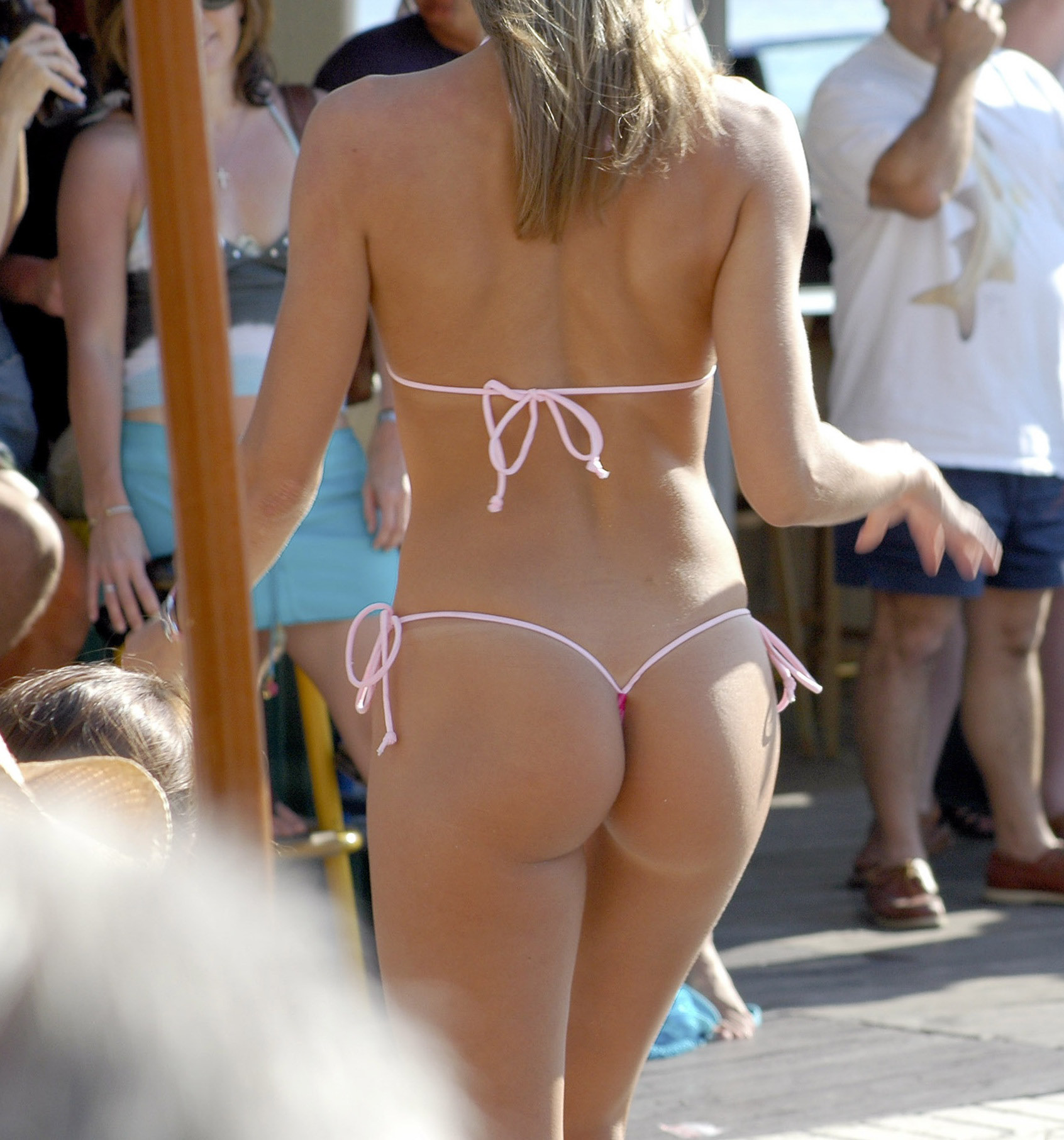
タンガ
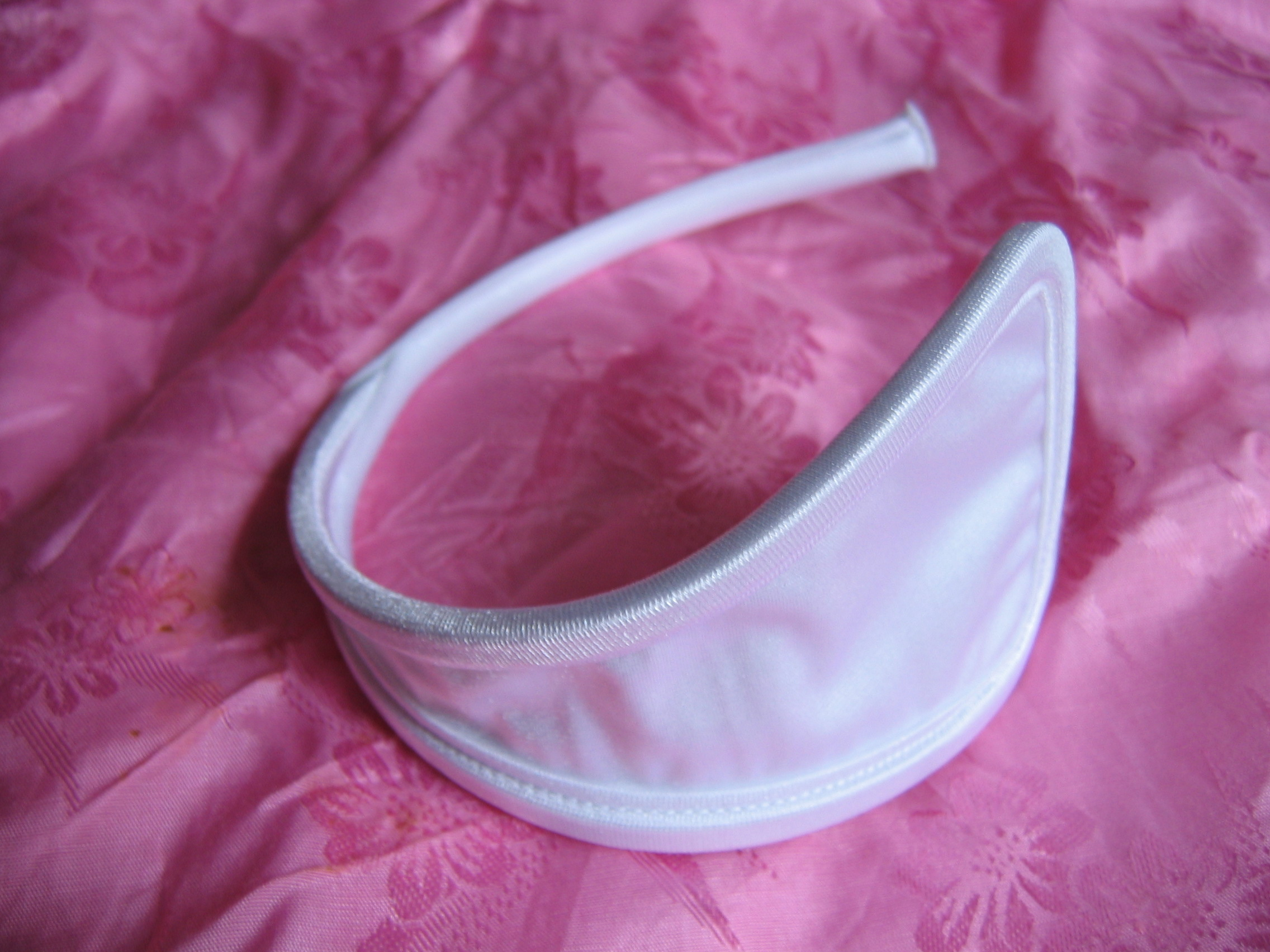
Cストリング
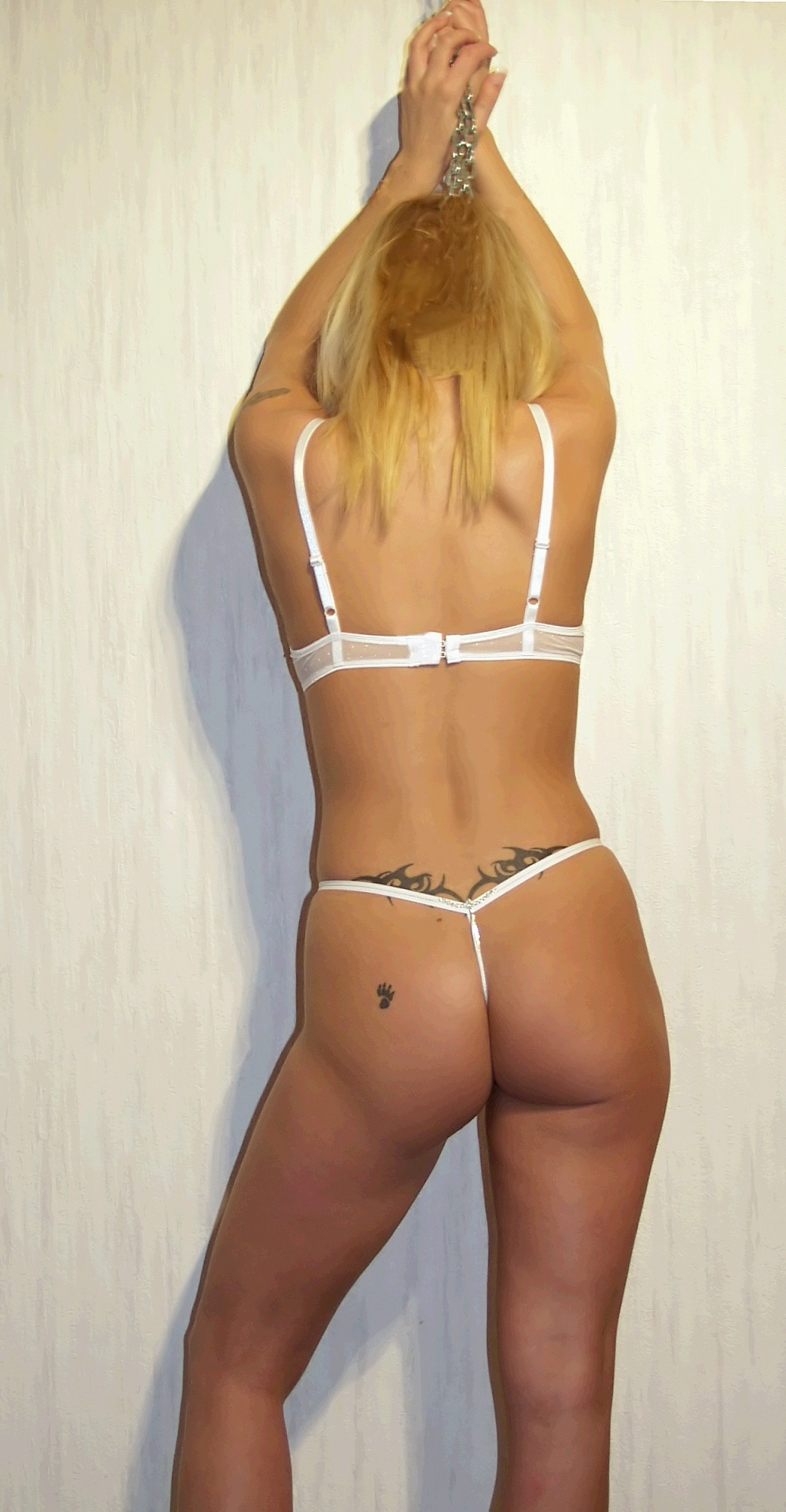
タンガを着用した女性
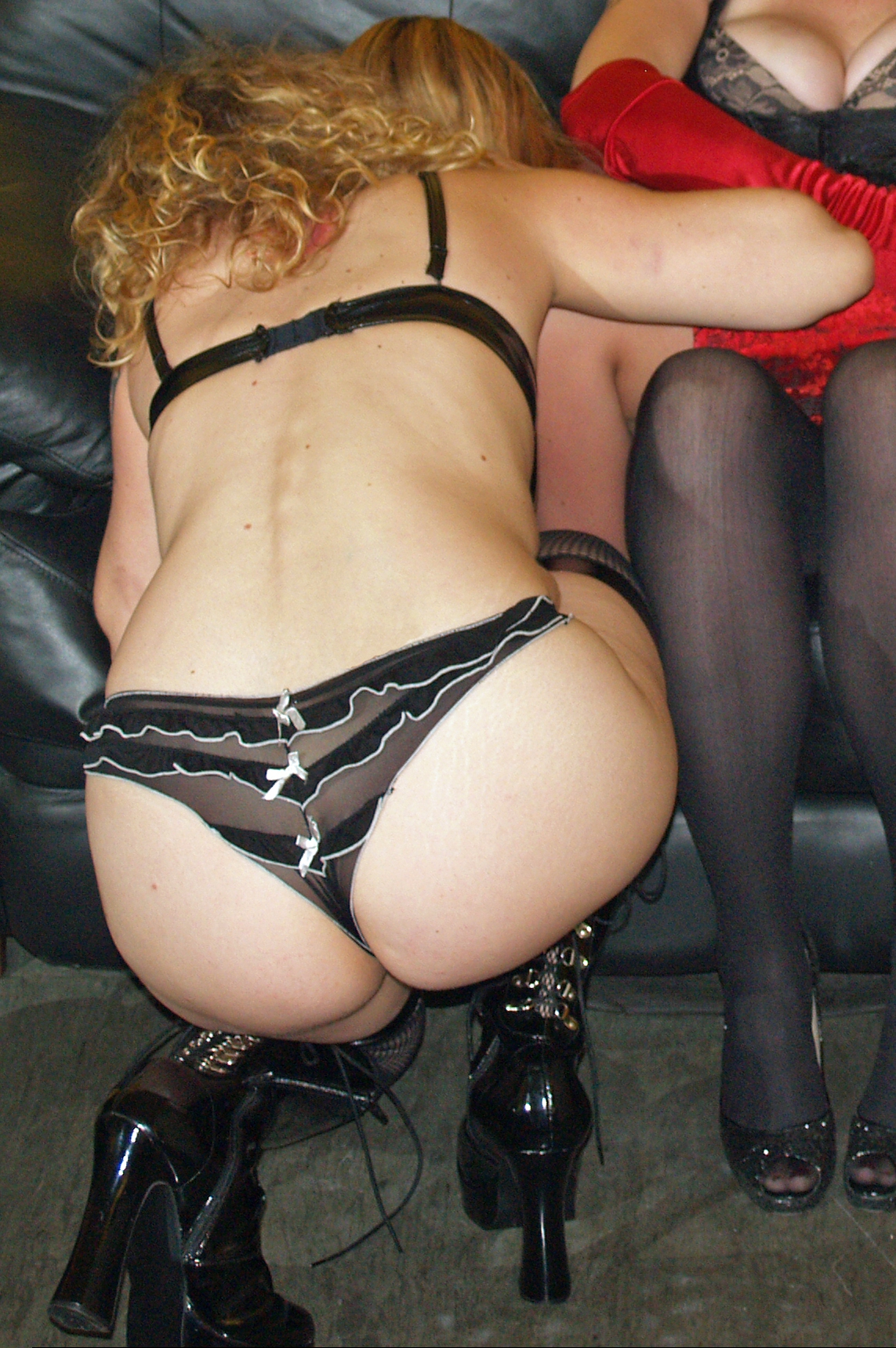
黒のTバックを着用した女性
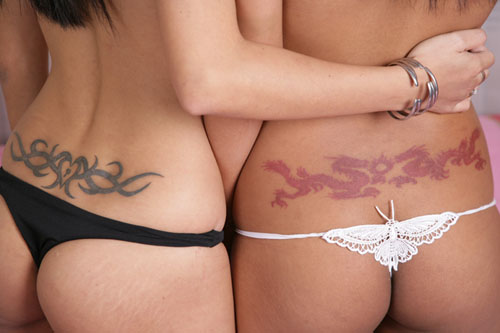
Tバックを穿いた女性の臀部
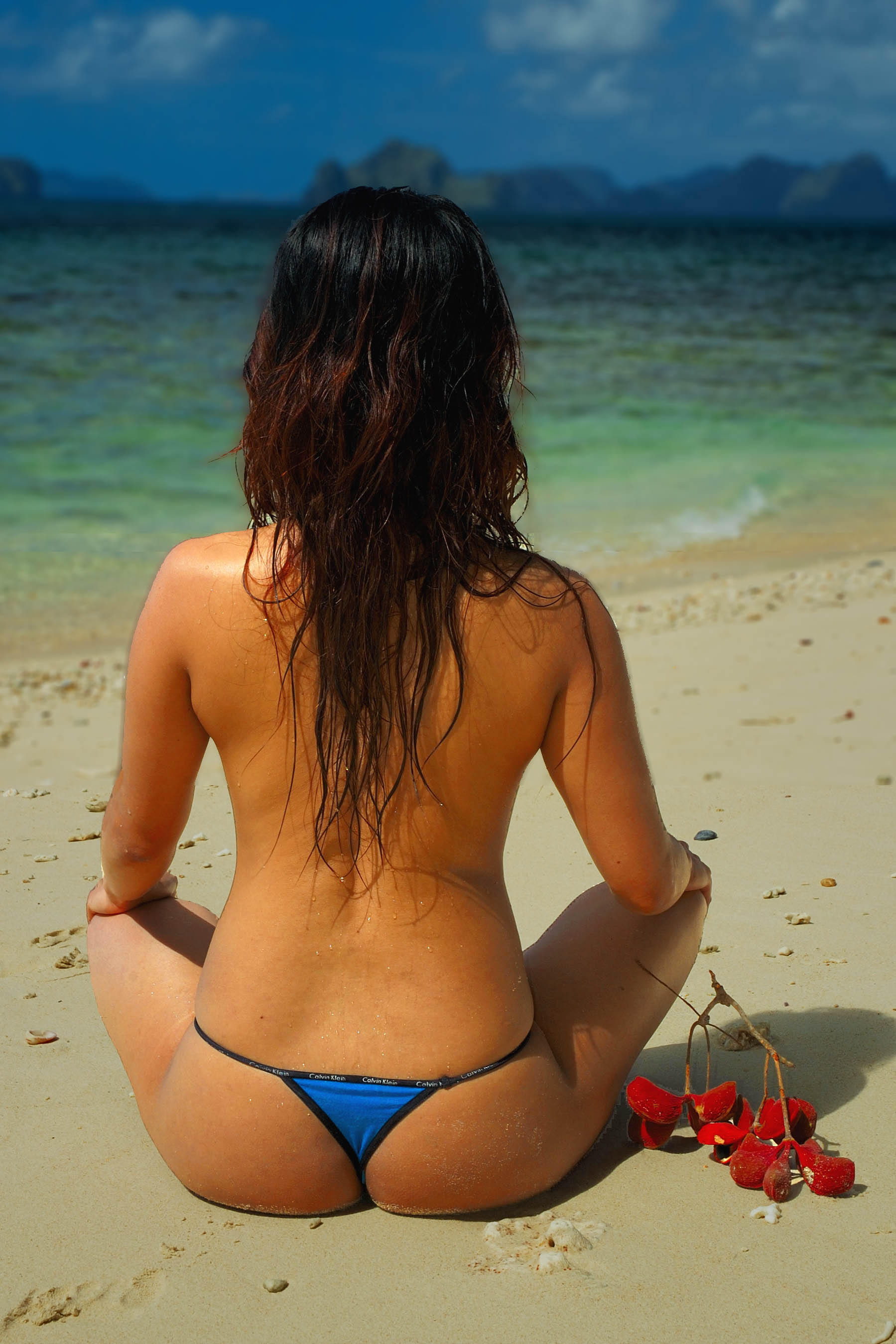
Tバックを穿いた女性
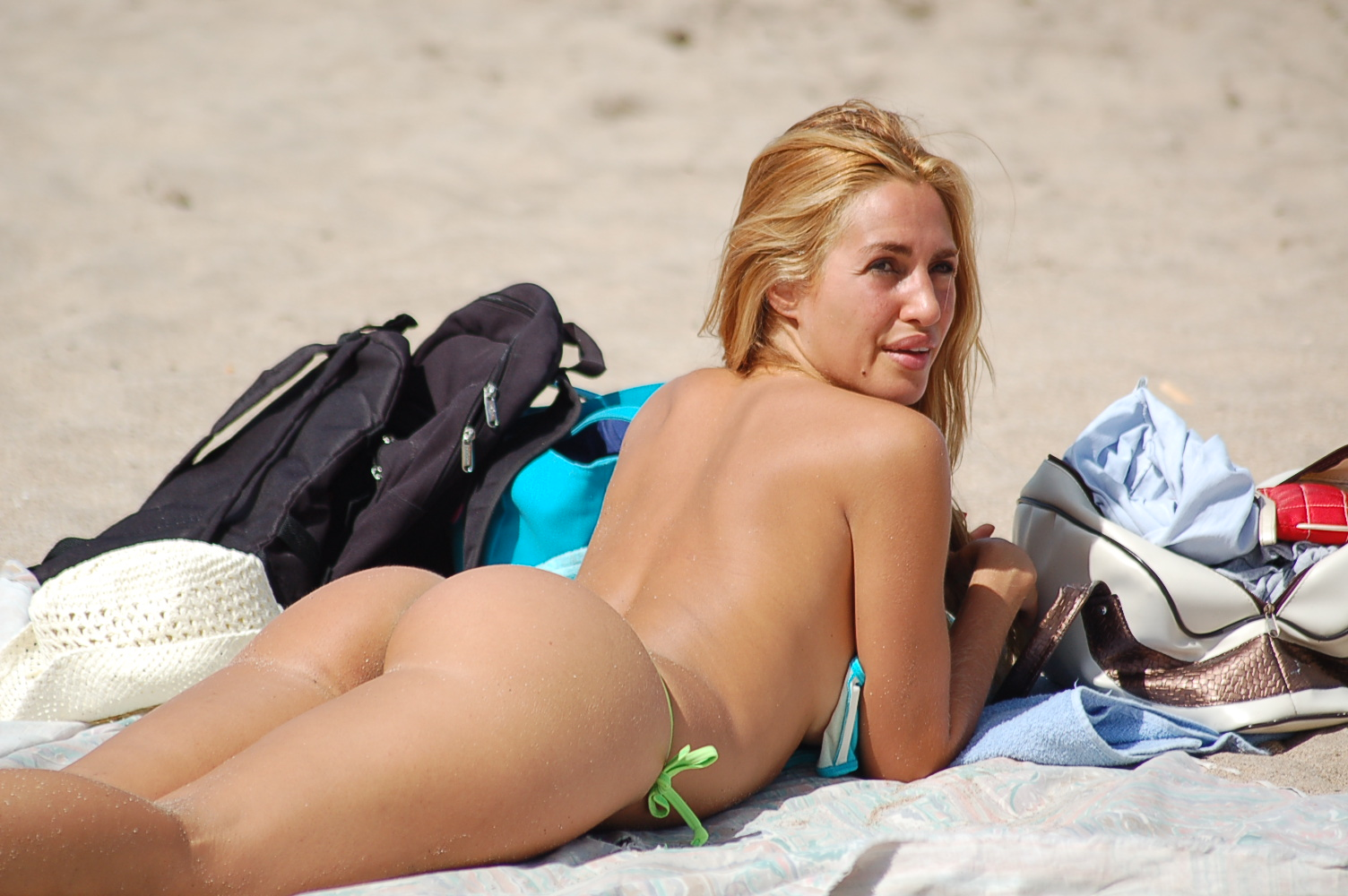
ビーチでGストリングを着用した女性
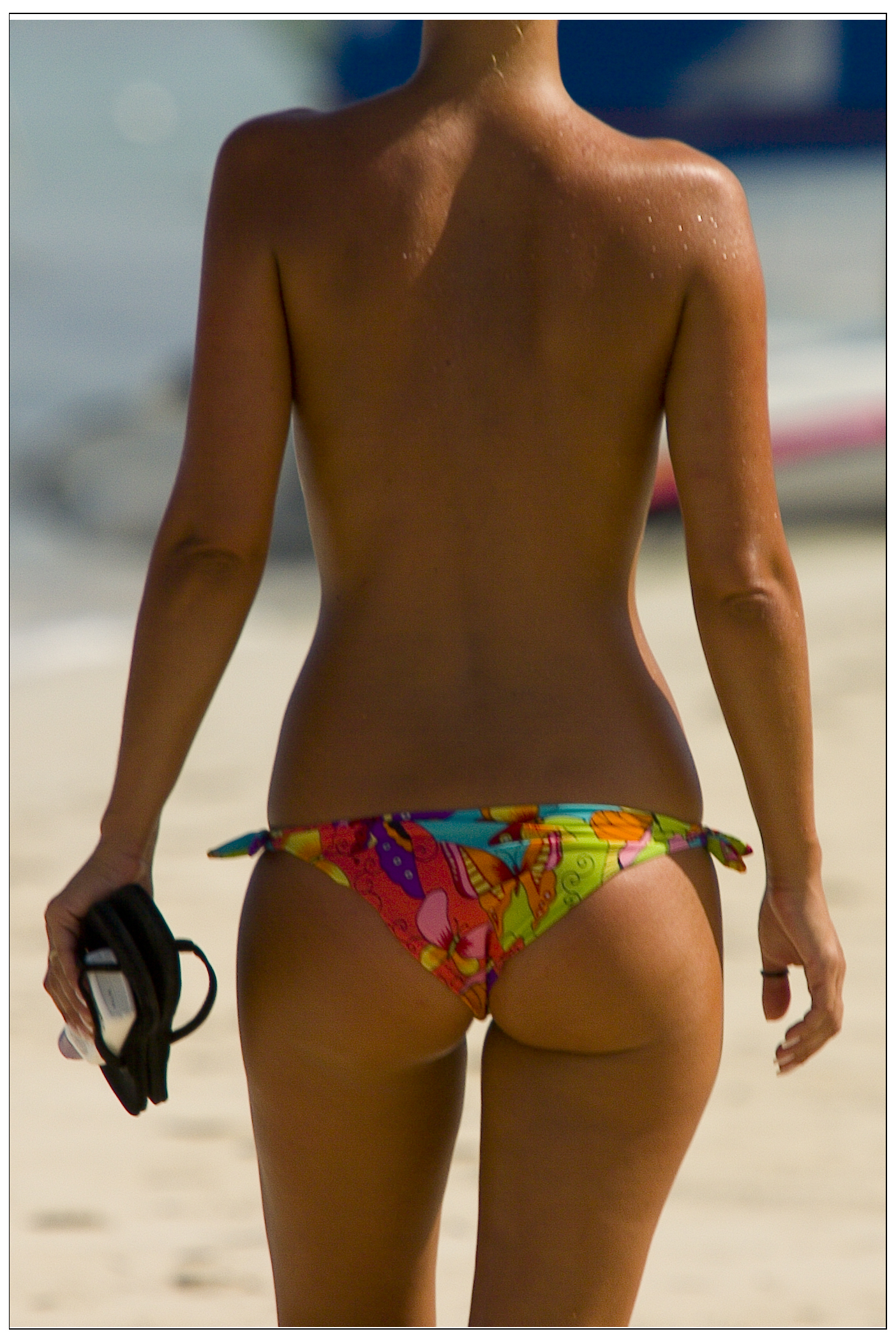
Tバックを着用したトップレスの女性
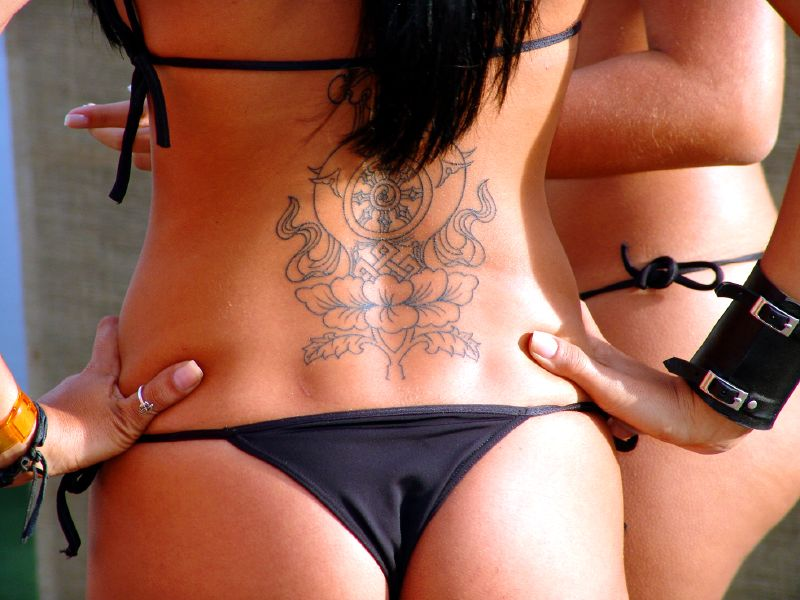
黒のGストリングを着用した女性
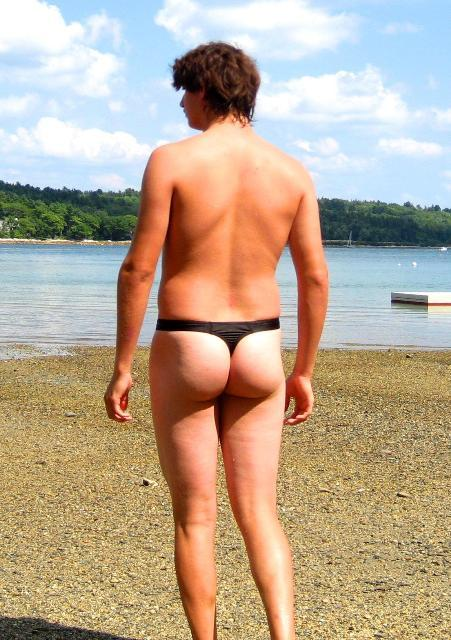
Tバック水着を着た男性